# 杠八
仙后座42，又名BD+69 114，HD 10250、SAO 4470、HR 480，是仙后座的一颗恒星，视星等为5.18，位于銀經127.21，銀緯8.18，其B1900.0坐标为赤經1h 35m 10s，赤緯+70° 8.18′ 2″。